# Herdi Prenga
Herdi Besnik Prenga (n. 31 august 1994) este un fotbalist albanez care joacă pe postul de fundaș central pentru clubul croat Inter Zaprešić.

## Primii ani și cariera la tineret
Herdi Prenga sa născut la Zadar, Croația din părinți de origine albaneză. Tatăl său, Besnik, este un fost fotbalist care a jucat pentru Albania între anii 1992-1994. A început să joace fotbal la academia de tineret a lui GNK Dinamo Zagreb. În 2013, el a devenit profesionist în momentul în care a fost inclus în prima echipă a GNK Dinamo Zagreb.

## Cariera pe echipe

### Sesvete
În vara anului 2013, Prenga a fost împrumutat pentru 6 luni la NK Sesvete în Druga HNL (2. HNL) pentru prima jumătate a sezonului 2013-2014.

#### Sezonul 2013-2014
El a debutat pentru Sesvete pe 17 august 2013, jucând 90 de minute în meciul din prima etapă împotriva lui Gorica, terminat cu o victorie fără gol primit, scor 3-0. A marcat un gol în timpul sezonului pe 28 septembrie 2013 în etapa a opta în meciul cu Solin. Meciul s-a terminat cu scorul de 2-0 unde, iar Prenga a marcat primul gol al partidei în minutul 17. El a devenit titular, jucând în total în 17 meciuri din 19 în care a fost și integralist și a ratat doar 2 meciuri datorita suspendărilor acordate pentru cartonașele galbene, 6.

### Lokomotiva Zagreb

#### Returul sezonului 2013-2014
Prenga a fost împrumutat la Lokomotiva Zagreb în Prva HNL pentru un an și jumătate. El a debutat la Lokomotiva Zagreb pe 22 februarie 2014 împotriva lui Hajduk Split, intrând în minutul 23 în locul lui Dino Perić, iar meciul s-a terminat cu o înfrângere, scor 0-2. Apoi, până la sfârșitul sezonului, a jucat în alte 9 meciuri, fiind în toate integralist, și a fost rezervă neutilizată pentru 4 meciuri.

### Inter Zaprešić
Pe 3 iulie 2017, Prenga a semnat cu echipa croată Inter Zaprešić unde a jucat alături de Marko Bencun și Tomislav Haramustek. Prenga nu a reușit să joace în primele două meciuri ale sezonului din cauza unei accidentări. El a fost rezervă neutilizată în următorul meci împotriva lui Slaven Belupo la 29 iulie 2017. El a debutat pentru echipă o săptămâna mai târziu, pe 5 august, împotriva lui Rudeš, fiind integralist și ajutându-și echipa să câștige cu 0-2.

## La națională

### Croația
Prenga a fost chemat pentru prima oară la echipa națională de fotbal a Croației sub 17 ani, pentru a participa la turneul de elită al Campionatului European de juniori din cadrul UEFA 2011. A fost integralist în toate meciurile din turneu.
El a fost chemat de antrenorul Dinko Jeličić la echipa națională de fotbal a Croației sub 19 ani, pentru ca să participe la calificarea la turneul elită a Campionatului European de juniori din 2013. În turneu, Prenga a jucat un singur meci împotriva Poloniei la 7 iunie 2013, în care a fost titular, și a fost înlocuit în minutul 60 cu Tomislav Kiš, iar meciul s-a terminat cu victoria echipei sale, scor 2-0.
Prenga a fost chemat de antrenorul Nenad Gračan la echipa națională de fotbal a Croației sub 21 de ani pentru meciul contând pentru calificarea la Campionatul European sub 21 UEFA în 2015 împotriva Letoniei la 3 septembrie 2014, unde a rămas pe banca pentru întregul meci.

### Albania
În ianuarie 2015, Prenga a declarat presei albaneze că dorește să calce pe urmele  tatălui său (Besnik Prenga)  pentru a purta tricoul roșu și negru al Albaniei și că ar fi o mare onoare pentru el. Având în vedere acest lucru, antrenorul echipei naționale de fotbal a Albaniei U-21, Skënder Gega, l-a contactat pe Prenga, atunci în vârstă de 20 de ani și pe familia sa. În februarie, antrenorul Skënder Gega a anunțat că i-a trimis o convocare lui Prenga, declarând că îl consideră drept un jucător care poate întări echipa Albaniei U21.

#### Calificările pentru  Campionatul European sub 21 UEFA
Prenga a primit prima convocare la națională din partea antrenorului echipei Skënder Gega pentru meciul de deschidere al calificărilor la Campionatul European de juniori sub 20 de ani al UEFA din 2017 împotriva Liechtensteinului la 28 martie 2015. Cu toate acestea, Prenga nu a putut juca în acest meci, deoarece nu a fost neeligibil din cauză că îi lipseau documentele de naționalitate.
Prenga a fost convocat de noul antrenor desemnat la Albania U21, Redi Jupi, pentru meciurile de calificare la Campionatul European sub 21 de anu UEFA 2017 împotriva Israelului și a Portugaliei în perioada 3-8 septembrie 2015. El a debutat pentru Albania U21, la 3 septembrie 2015, într-un meci cu Israelul, în care a fost integralist, și care s-a terminat la egalitatea, scor 1-1. Prenga a fost integralist și împotriva Portugaliei peste 5 zile, dar nu a reușit să evite o înfrângerea scor 1-6.
A marcat primul său gol la națională pentru Albania U21 pe 28 martie 2016 împotriva Ungariei U21 pentru a-și da partea sa cu victoria importantă în campionatul European de 21 de ani în campionatul UEFA din 2017. Prenga și-a făcut debutul pentru echipa națională de fotbal a Albaniei, într-o victorie în Liga Națiunilor UEFA scor 1-0 asupra Israelului, la 7 septembrie 2018.